# Нечипоренко Олександр Лаврович
Олександр Лаврович Нечипоренко (1 вересня 1947, Єрчики) — народний депутат України I скликання, адвокат, віце-президент Спілки адвокатів України (з 1995). Член Вищої ради юстиції України. Заслужений юрист України (1997).

## Біографічні відомості
Народився 1 вересня 1947 року в селі Єрчики Попільнянського району Житомирської області
Освіта: юридичний факультет Київського державного університету ім. Т.Шевченка (1970–1975), дипломатичні курси Міністерства закордонних справ України (1974).
- 1975–1976 — в.о. народного судді Печерського району міста Києва;
- 1976–1990 — адвокат Київської міської колегії адвокатів;
- 1990–1994 — народний депутат України, член Комісії з питань законодавства і законності Верховної Ради України, заступник голови тимчасової комісії з питань боротьби з організованою злочинністю Верховної Ради України;
- 1994–1995 — радник Посольства України в Естонській Республіці.